# Deejay Parade
La Deejay Parade è un programma radiofonico trasmesso da Radio Deejay dal 1982 al 24 luglio 2004 e poi nuovamente dal 9 gennaio 2016. Da aprile 2019 va in onda in contemporanea su anche su Radiom2o.

## Storia
Programma cult dell'emittente milanese, in onda storicamente il sabato tra le 14 e le 15 e in replica sempre il sabato alle 21 e la domenica alle 18. La conduzione è affidata ad Albertino e raccoglie, in formato classifica, le venti canzoni più ballate nelle discoteche italiane durante la settimana.
Ha goduto di una forte popolarità soprattutto nel corso degli anni novanta, periodo d'oro della musica dance; in quel periodo era condotta da Albertino insieme a Mario Fargetta e, dal 1998, Giorgio Prezioso.
Nel corso degli anni, sono state pubblicate numerose compilation omonime che raccoglievano i brani dance più suonati nella stagione in corso.
A causa dell'interesse sempre minore da parte delle radio nei confronti della musica dance, la Deejay Parade è stata sospesa al termine della stagione 2003/2004 e sostituita da 50 Songs, una nuova classifica che tiene conto dell'intera programmazione di Radio Deejay, che nel frattempo aveva dato più spazio anche ad altri generi musicali.

### Il ritorno
Visto il ritrovato interesse per la musica dance, la Deejay Parade torna in onda dal 9 gennaio 2016 sempre su Radio Deejay, con la conduzione di Albertino e Mario Fargetta e nello storico orario, il sabato pomeriggio tra le 14 e le 15 e in replica il sabato sera alle 22.
Dal 2 marzo 2019, con il passaggio di Albertino da Radio Deejay a Radiom2o, il programma cessa di andare in onda nel format classico di 20 posizioni. Tuttavia viene inserita all'interno della nuova edizione del Deejay Time in onda dalle 14 alle 15 in contemporanea su Radio Deejay e Radiom2o a partire dal 6 aprile. In questa rubrica suonano le prime cinque posizioni della classifica settimanale della Deejay Parade.
Il 31 dicembre 2020, per celebrare l'arrivo del nuovo anno, la Deejay Parade è tornata nel classico format di 20 posizioni per suonare le canzoni più forti del 2020.
È andata in onda alle ore 23 su Radiom2o, all'interno della serata speciale Celebrate With Us, mentre su Radio Deejay è stata programmata all'1 di notte.
Dall'11 settembre 2021 la classifica torna in onda nella storica versione di 20 posizioni, dalle 23 alle 24 del sabato sera, in contemporanea su Radio Deejay e Radiom2o.